# Brigid av Kildare
Sankta Brigid, född omkring 452, död 525, är ett av Irlands tre skyddshelgon och har gett sitt namn åt Sankta Birgittas kapell, Göteborg, åt en av Husabys två källor (Sankta Brigida källa), åt en offerkälla vid Eriksbergs gamla kyrka, samt åt Sankta Britas kapellruin på Öland.
Enligt legenden, de lästa varianterna från första hälften av 600-talet var Brigidas far av kunglig börd medan hennes mor var en slavinna. Därför är hon de utomäktenskapliga barnens skyddshelgon. Brigida blev nunna vid 14 års ålder och senare abbedissa för klostret Kildare. Det berättas att hon var dag mjölkade en ko och alltid fick lika mycket mjölk som annars lämnades av tre kor. 
Sankta Brigida brukar avbildas som abbedissa med ett ljus i handen, även med en krona eller en ljuslåga över sitt huvud då det enligt legenden lyste en låga över hennes huvud. Hon avbildas också ofta med en ko bredvid sig.